# Campionato argentino di hockey su pista
La Liga Nacional Argentina A-1 è la massima categoria del campionato argentino di hockey su pista. Il torneo viene organizzato dalla Federazione di pattinaggio dell'Argentina. È stato istituito nel 1994; dall'origine a tutto il 2022 si sono tenute 27 edizioni del torneo. I vincitori di tale torneo si fregiano del titolo di campioni di Argentina.
La squadra che vanta il maggior numero di campionati vinti sono l'Olimpia, l'UV Trinidad e il Concepción con 6 titoli a testa.

## Albo d'oro
| Edizione | Vincitore      |
| -------- | -------------- |
| 1994     | Concepción     |
| 1995     | UV Trinidad    |
| 1996     | Olimpia        |
| 1997     | Olimpia        |
| 1998     | Concepción     |
| 1999     | Bancaria       |
| 2000     | Olimpia        |
| 2001     | Olimpia        |
| 2002     | UV Trinidad    |
| 2003     | UV Trinidad    |
| 2004     | Olimpia        |
| 2005     | Olimpia        |
| 2006     | Estudiantil    |
| 2007     | Concepción     |
| 2008     | Unión San Juan |
| 2009     | UV Trinidad    |

| Edizione  | Vincitore              |
| --------- | ---------------------- |
| 2010      | UV Trinidad            |
| 2011      | Centro Valenciano      |
| 2012      | Andes Telleres         |
| 2013      | Club Petrolero         |
| 2014      | Richet Zapata          |
| 2015      | Richet Zapata          |
| 2016      | Concepción             |
| 2017      | UV Trinidad            |
| 2018      | Concepción             |
| 2019      | Centro Valenciano      |
| 2020-2021 | Edizioni non disputate |
| 2022      | Concepción             |

### Riepilogo vittorie per squadra
| Squadra           | Titoli | Edizioni                           |
| ----------------- | ------ | ---------------------------------- |
| Olimpia           | 6      | 1996, 1997, 2000, 2001, 2004, 2005 |
| UV Trinidad       | 6      | 1995, 2002, 2003, 2009, 2010, 2017 |
| Concepción        | 6      | 1994, 1998, 2007, 2016, 2018, 2022 |
| Richet Zapata     | 2      | 2014, 2015                         |
| Centro Valenciano | 2      | 2011, 2019                         |
| Bancaria          | 1      | 1999                               |
| Estudiantil       | 1      | 2006                               |
| Unión San Juan    | 1      | 2008                               |
| Andes Telleres    | 1      | 2012                               |
| Club Petrolero    | 1      | 2013                               |